# Riverwoods (Illinois)
Riverwoods es una villa ubicada en el condado de Lake en el estado estadounidense de Illinois. En el Censo de 2010 tenía una población de 3660 habitantes y una densidad poblacional de 352,23 personas por km².

## Geografía
Riverwoods se encuentra ubicada en las coordenadas 42°10′23″N 87°53′42″O / 42.17306, -87.89500. Según la Oficina del Censo de los Estados Unidos, Riverwoods tiene una superficie total de 10,39 km², de la cual 10,27 km² corresponden a tierra firme y (1,15%) 0,12 km² es agua.

## Demografía
Según el censo de 2010, había 3660 personas residiendo en Riverwoods. La densidad de población era de 352,23 hab./km². De los 3660 habitantes, Riverwoods estaba compuesto por el 93,17% blancos, el 0,74% eran afroamericanos, el 0,22% eran amerindios, el 4,67% eran asiáticos, el 0% eran isleños del Pacífico, el 0,55% eran de otras razas y el 0,66% pertenecían a dos o más razas. Del total de la población el 2,79% eran hispanos o latinos de cualquier raza.